# Tallaganda-Nationalpark
Der Tallaganda-Nationalpark ist ein Nationalpark im Südosten des australischen Bundesstaates New South Wales, ca. 45 km südöstlich von Canberra.
Der Nationalpark an den Westhängen der Great Dividing Range besteht aus zwei nicht miteinander verbundenen Teilen. Der kleinere, nördliche Teil bei Hoskinstown liegt näher an Canberra. Der größere südliche Teil bei Jingera liegt zwischen dem Yanununbeyan-Nationalpark im Nordwesten und dem Gourock-Nationalpark im Süden, an den er direkt anschließt. In beiden Teilen findet sich Eukalyptusbergwald, insbesondere der Species Stringybark, Scribbly Gum, Brown Barrel und Peppermint, in den höheren Lagen auch Schnee-Eukalyptus. In diesen Wäldern findet man viele vom Aussterben bedrohte Tierarten, wie den Beutelmarder, den Gelbbauch-Gleitbeutler und der Riesenkauz (Ninox strenua).
Im Park gibt es keine touristischen Einrichtungen und die Wege sind nur mit allradgetriebenen Fahrzeugen zu befahren. Der Park gilt aber als beliebtes Wander- und Vogelbeobachtungsgebiet. Teile des Tallaganda-Nationalparks wurden durch die Buschbrände in Australien 2019/2020 in Mitleidenschaft gezogen.